# Kangerluarsussuaq

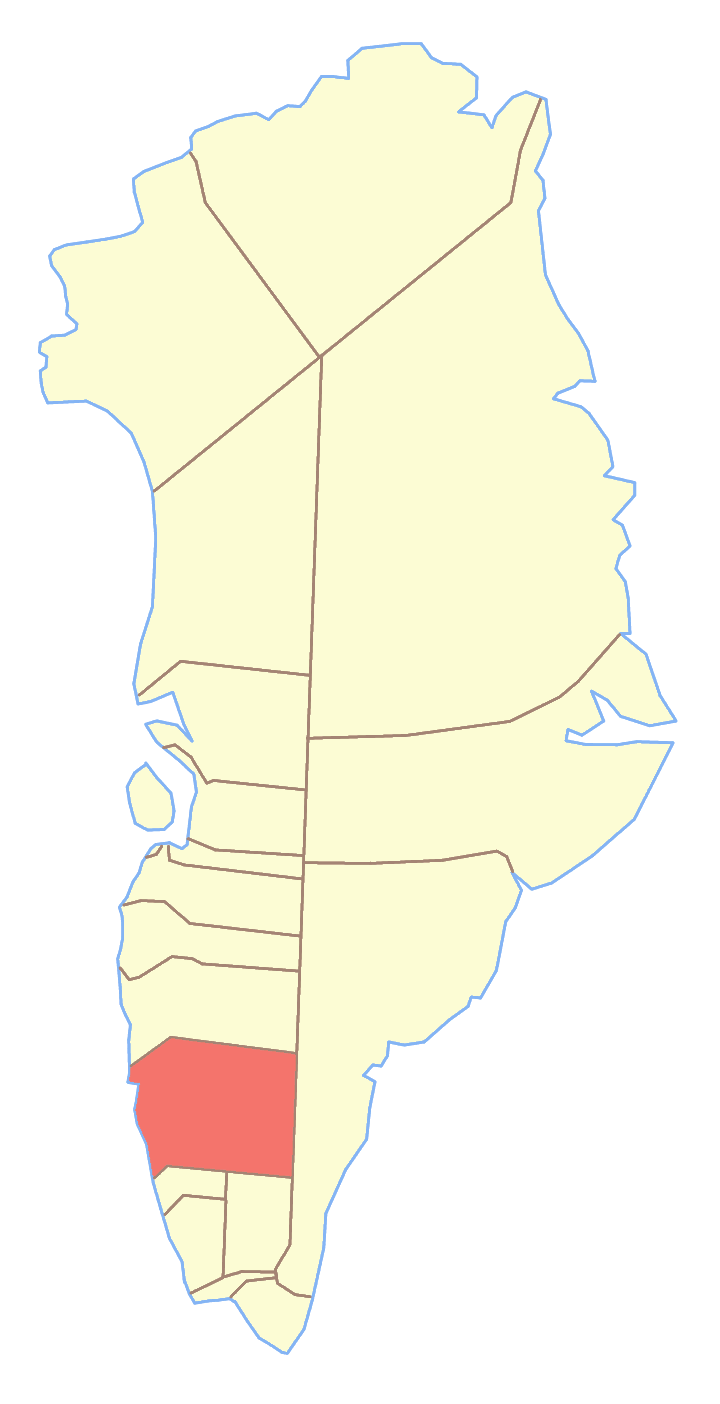
Ex comune di Nuuk, dove si trovava il Kangerluarsussuaq

Il Kangerluarsussuaq (o Kangerdluarssugssuaq, danese Grædefjord) è un fiordo della Groenlandia di 55 km. Si trova a 63°23'N 50°38'O; appartiene al comune di Sermersooq.